# Chráněná krajinná oblast Jizerské hory
Chráněná krajinná oblast Jizerské hory (CHKO Jizerské hory) je chráněná krajinná oblast v Česku. Vyhlášena byla 1. ledna 1968. Správa CHKO sídlí v Liberci, Dům přírody se nachází v Oldřichově v Hájích. Rozloha CHKO činí 374 km², nadmořská výška se pohybuje v rozmezí 317 až 1124 metrů, nejvyšším bodem je vrchol Smrku.
CHKO se nachází na území okresů Liberec, Jablonec nad Nisou a Semily. Rozkládá se na větší části plochy Jizerských hor a na východě přímo sousedí s Krkonošským národním parkem.

## Historie
V letech vyhlášení chráněné krajinné oblasti došlo k postupné devastaci lesů v Jizerských horách. Zprvu pro provoz nových uhelných elektráren (exhalace, popílek) na německé a polské straně hor, pak několik epidemií lesních škůdců a nakonec těžká mechanizace lesních závodů. K pozvolné nápravě, obnově lesa dochází až po roce 1990. Proces obnovy však brzdí rozvoj motorizace.

## Chráněná území v CHKO

### Národní přírodní rezervace
- NPR Jizerskohorské bučiny (vyhlášeny v roce 1999 spojením a rozšířením do té doby samostatných NPR Frýdlantské cimbuří, Paličník, Poledník, Stržový vrch, Špičák, Štolpichy a Tišina)
- NPR Rašeliniště Jizery
- NPR Rašeliniště Jizerky

Celková plocha NPR činí 3082 ha, z toho připadá 1824 ha (tj. 59 %) na ochranné pásmo, zbytek (41 %) na tzv. jádrová území, tedy bývalé nebo dosud existující shora uvedené NPR.

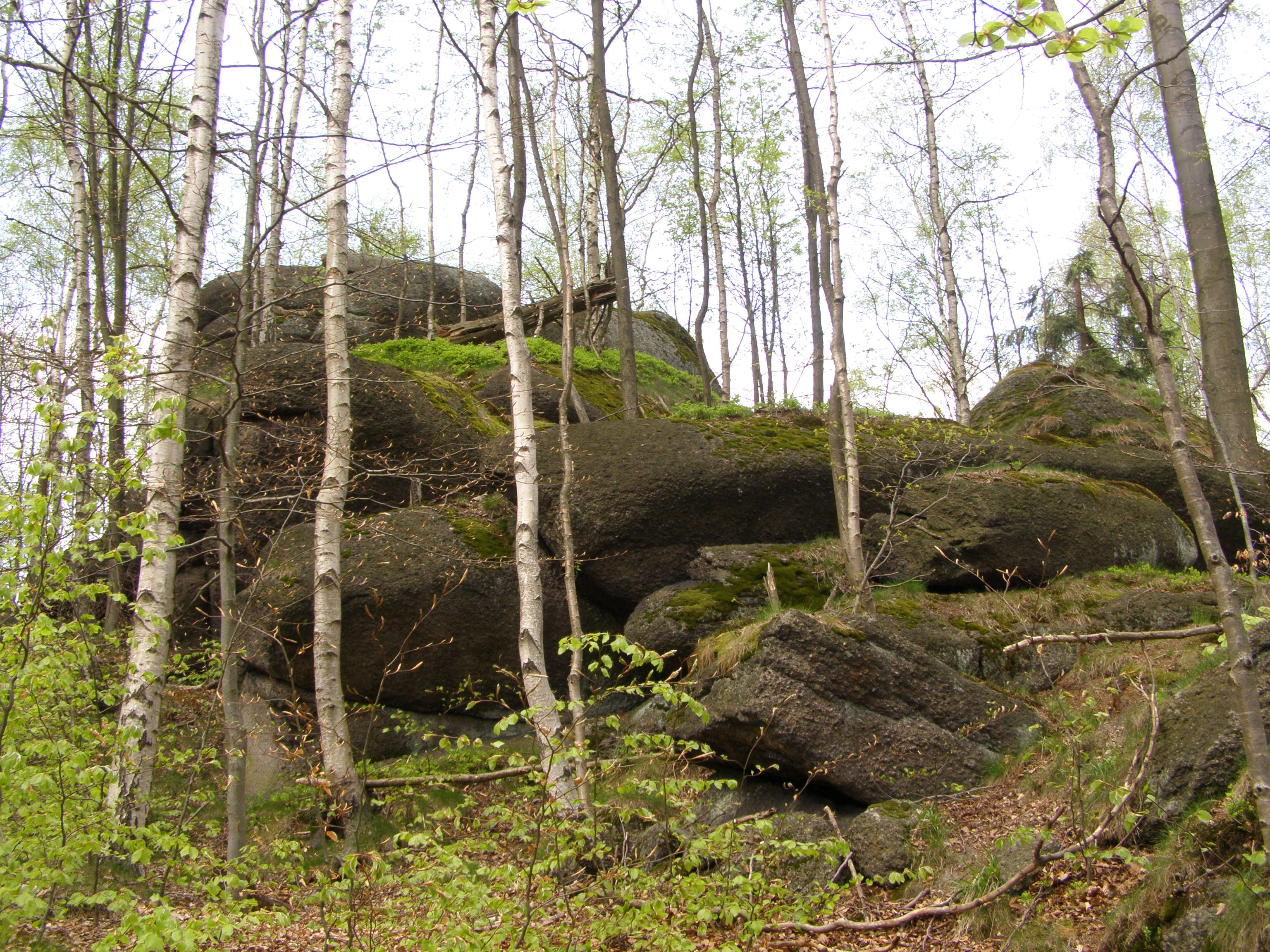
Skály na severovýchodním úbočí vrcholu Špičák
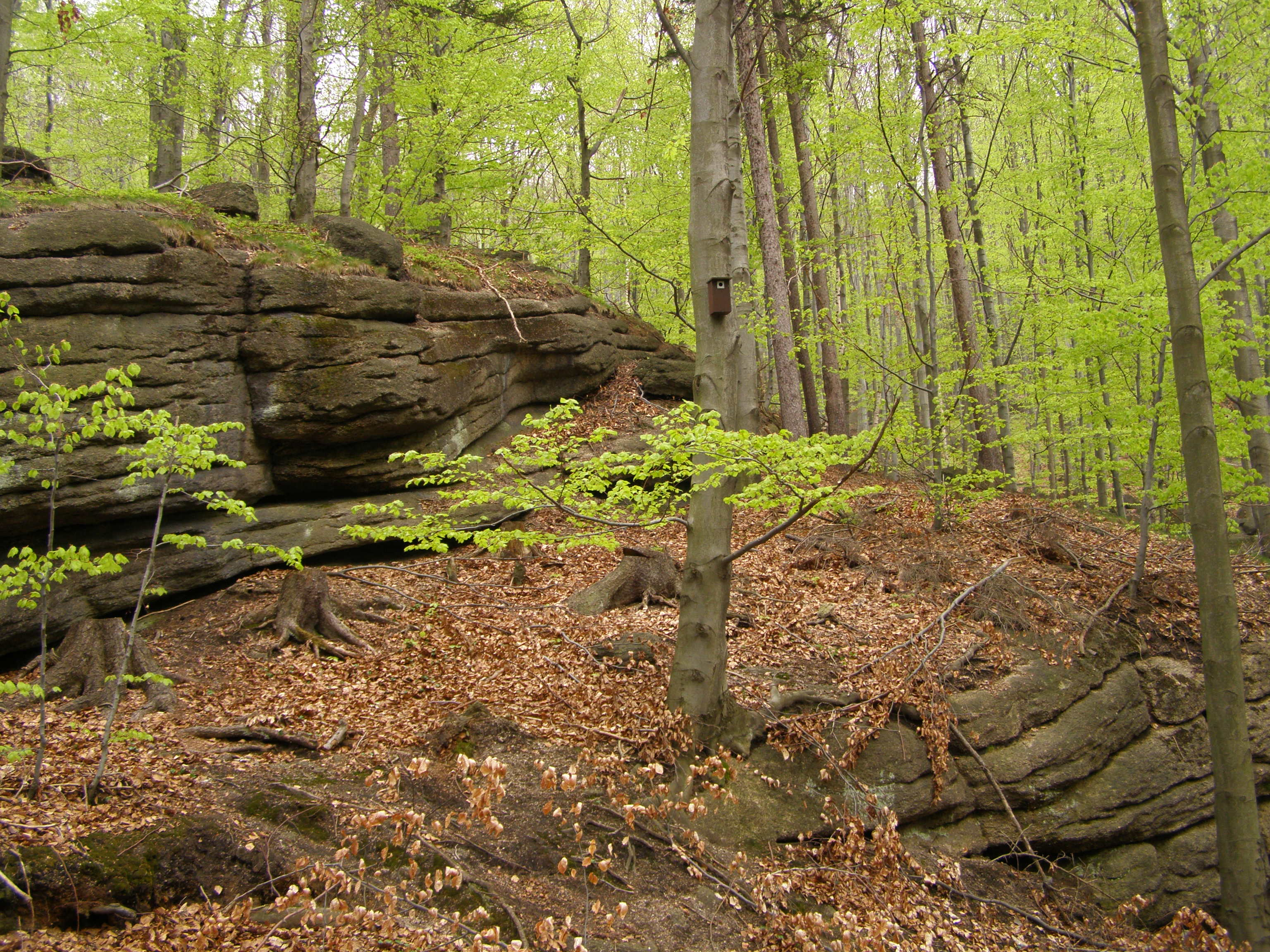
Západní úbočí Ostrého hřebenu
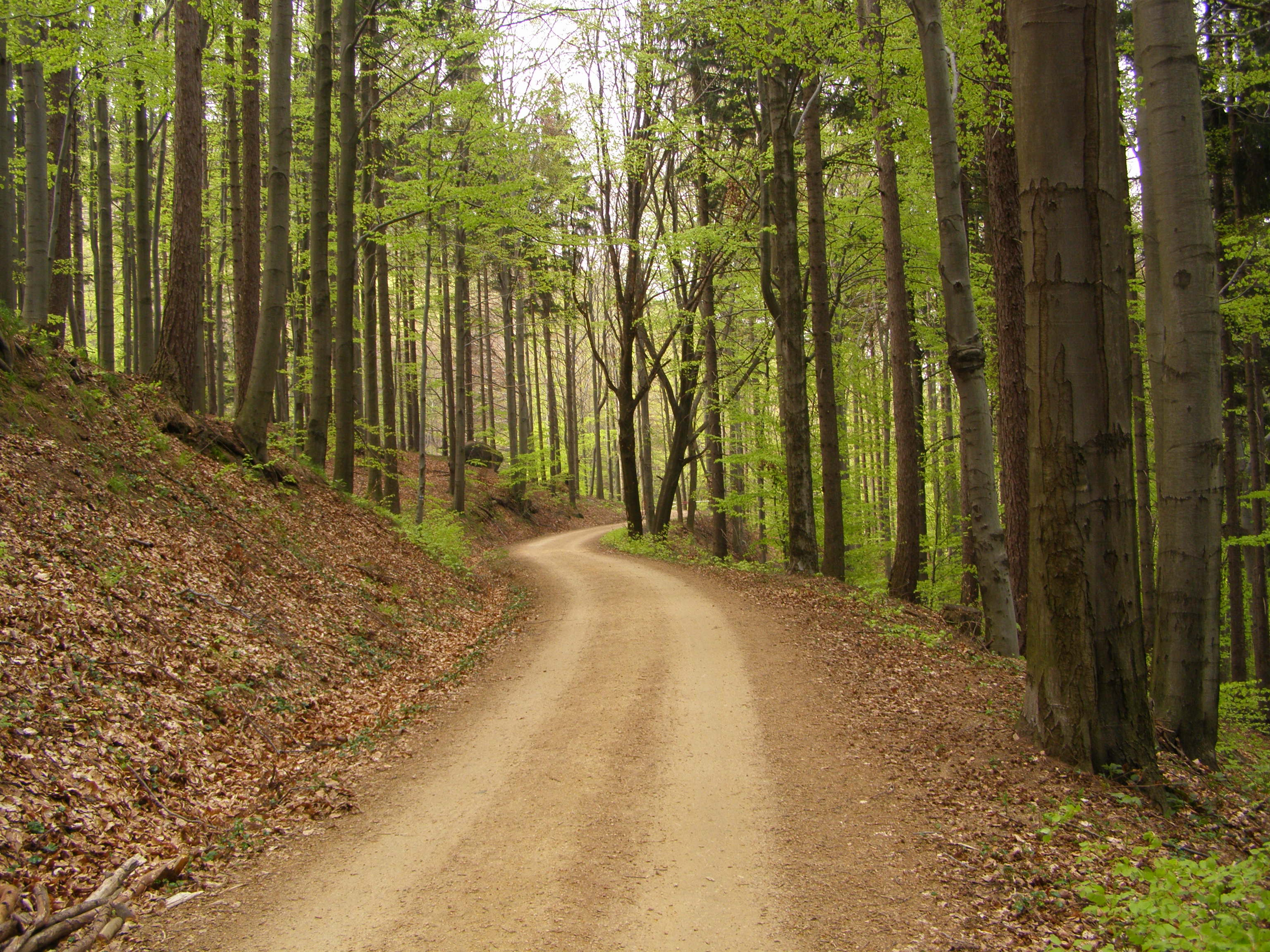
Cesta na západním úbočí Ostrého hřebenu

### Přírodní rezervace
- PR Bukovec
- PR Černá hora
- PR Černá jezírka
- PR Jedlový důl
- PR Klečové louky
- PR Klikvová louka
- PR Malá Strana
- PR Na Čihadle
- PR Nová louka
- PR Prales Jizera
- PR Ptačí kupy
- PR Rybí loučky
- PR Vápenný vrch

Celková plocha PR je 617 ha, z toho připadá 197 ha (32 %) na ochranné pásmo.

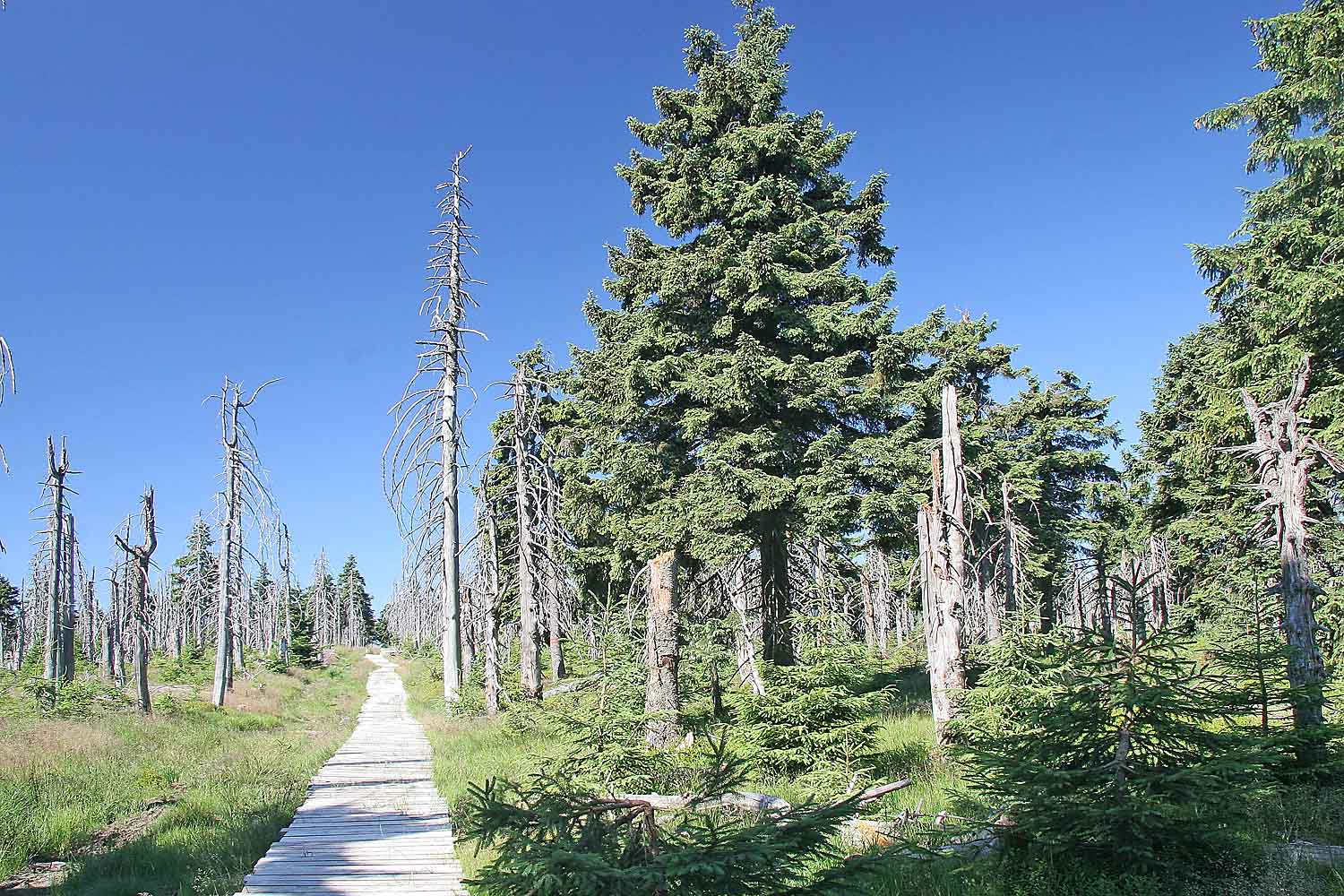
Černá hora
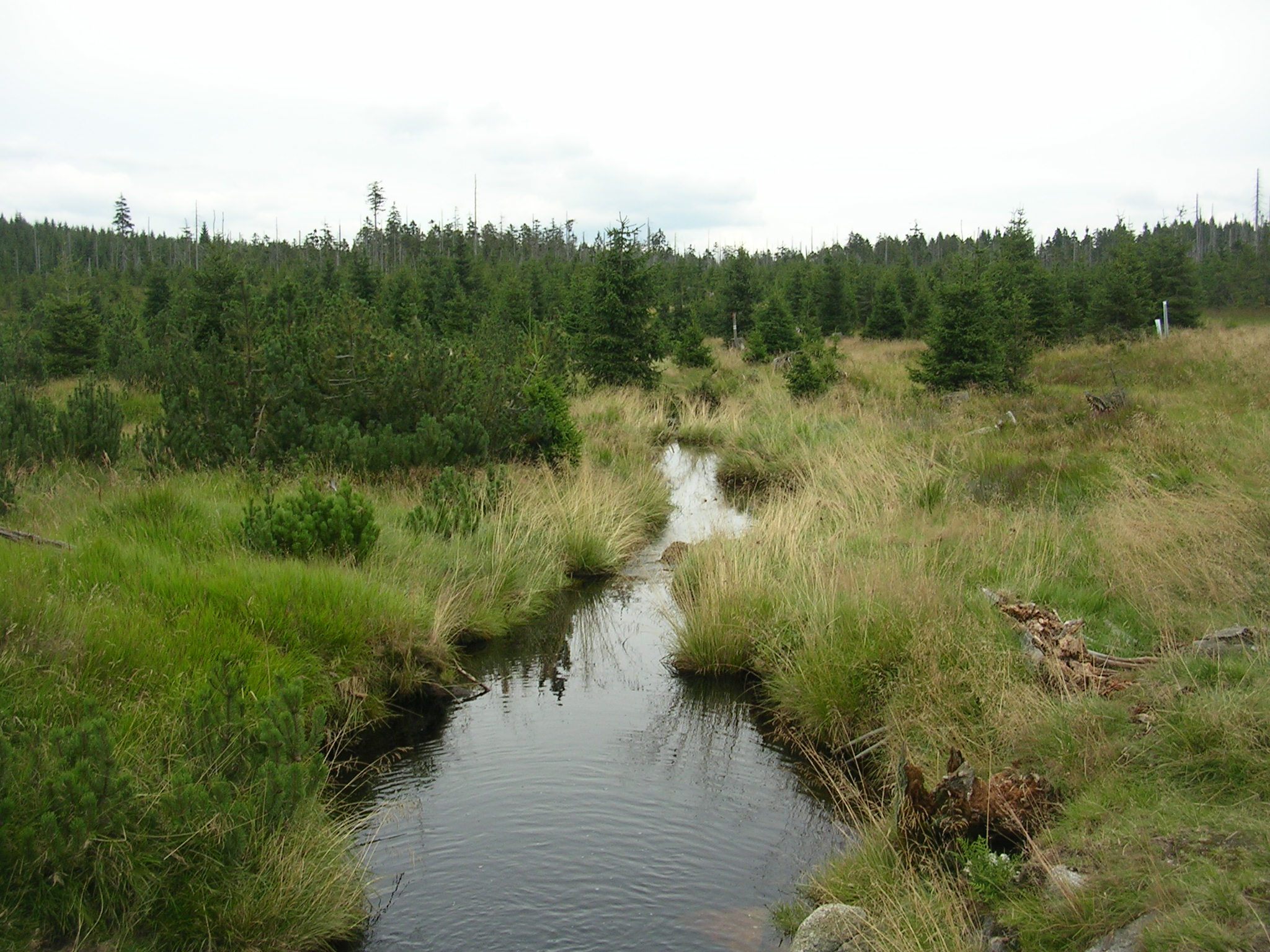
Černá jezírka
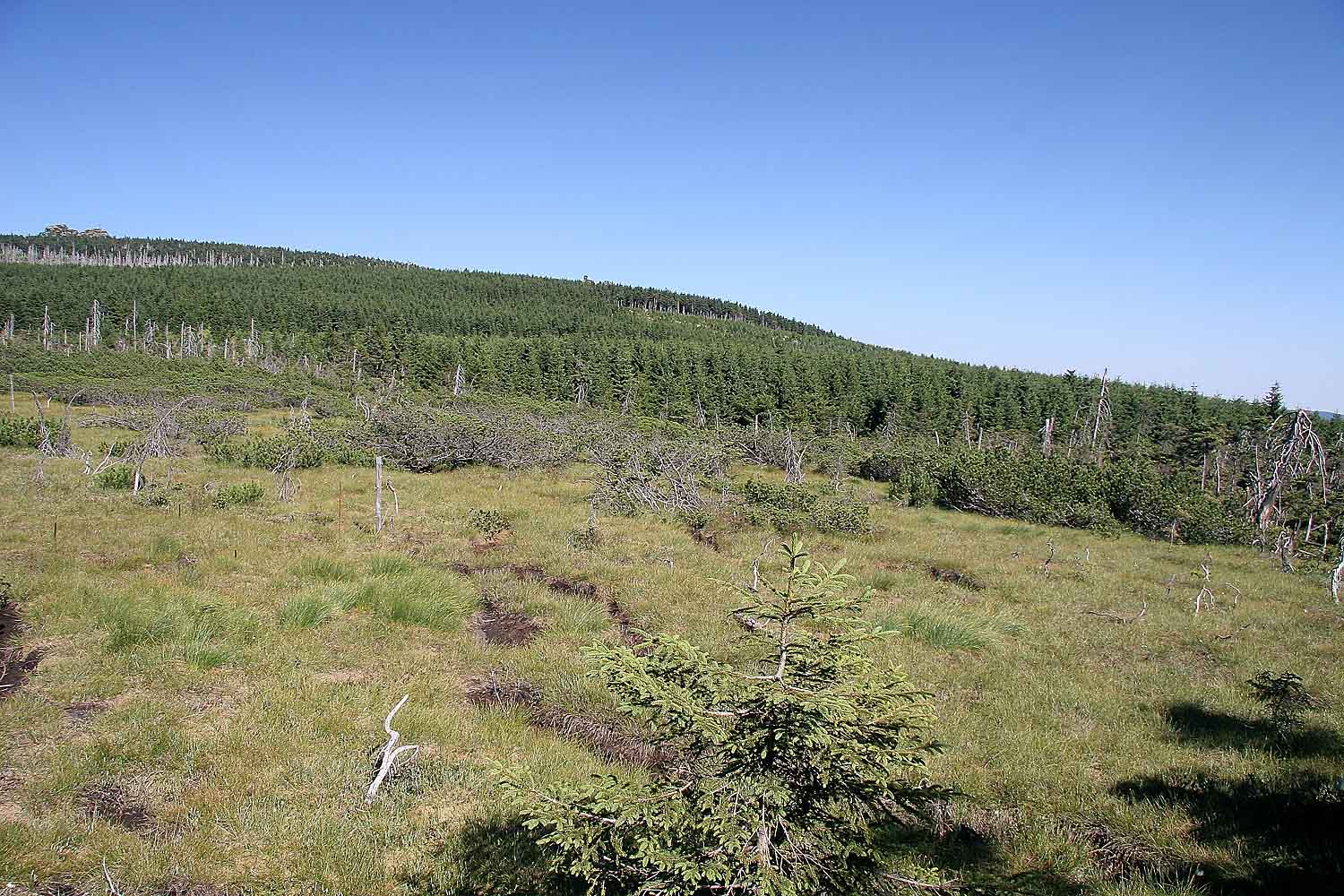
Velká Klečová louka
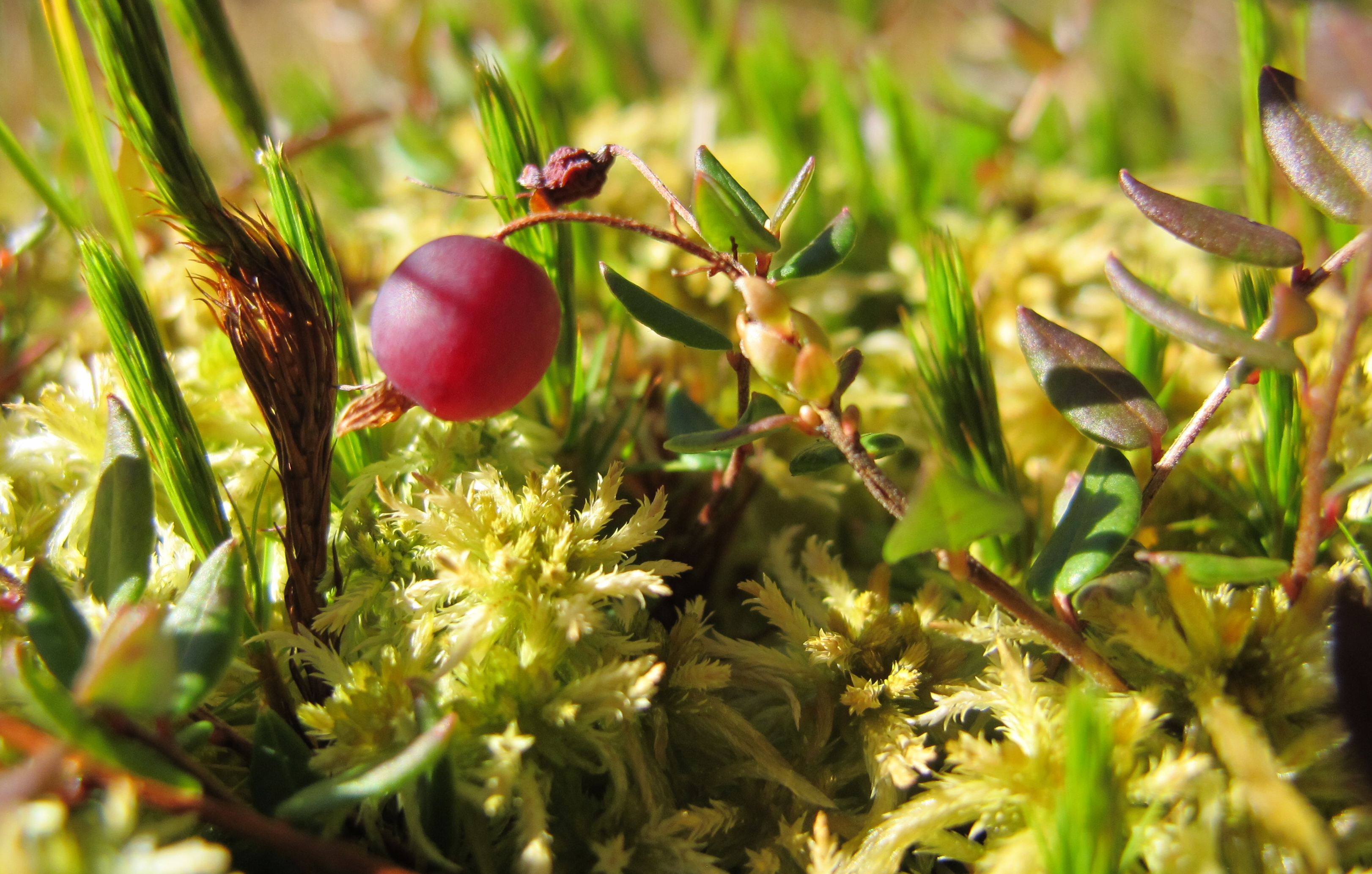
Klikva bahenní v PR Klikvová louka
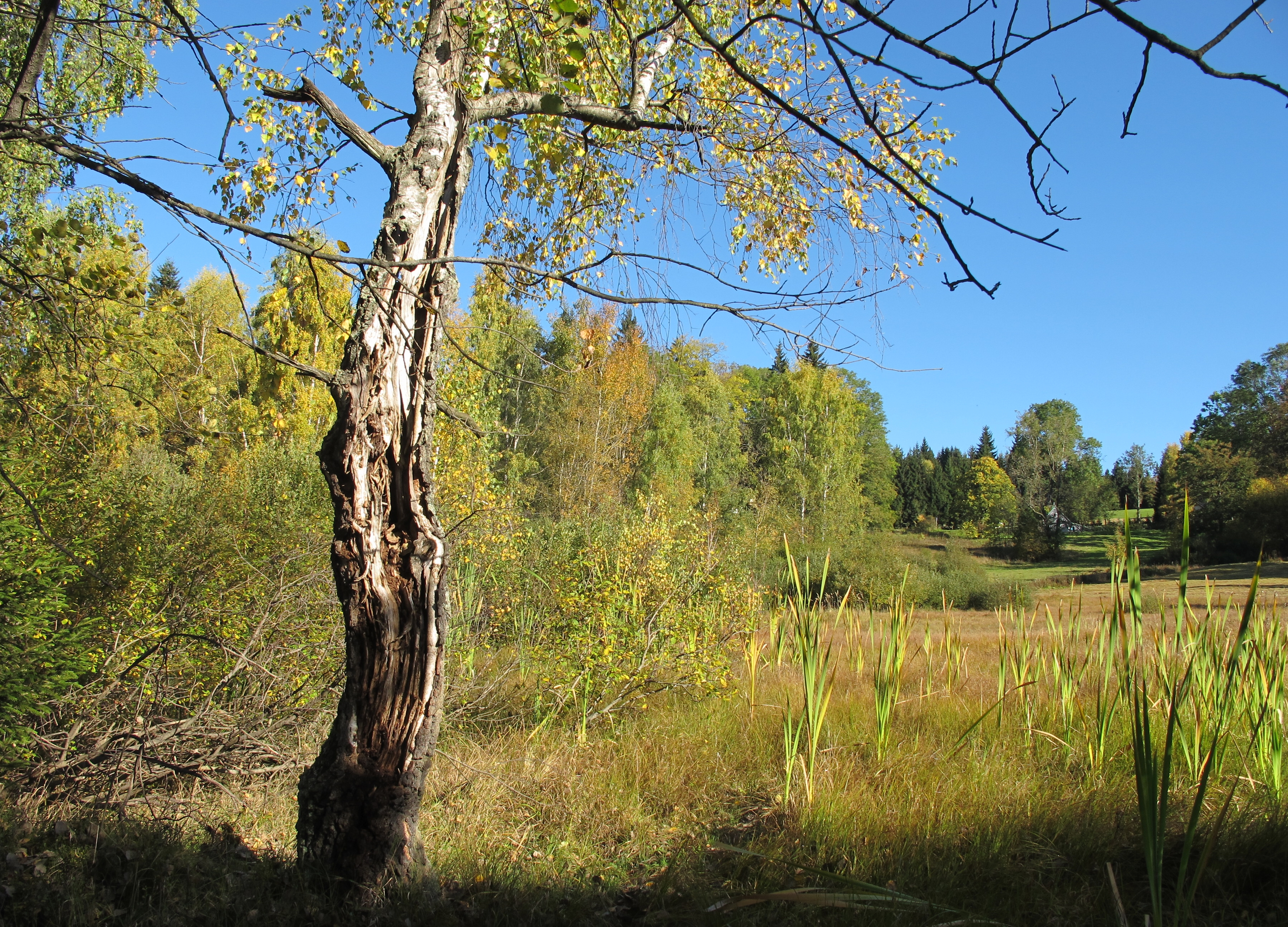
Malá Strana
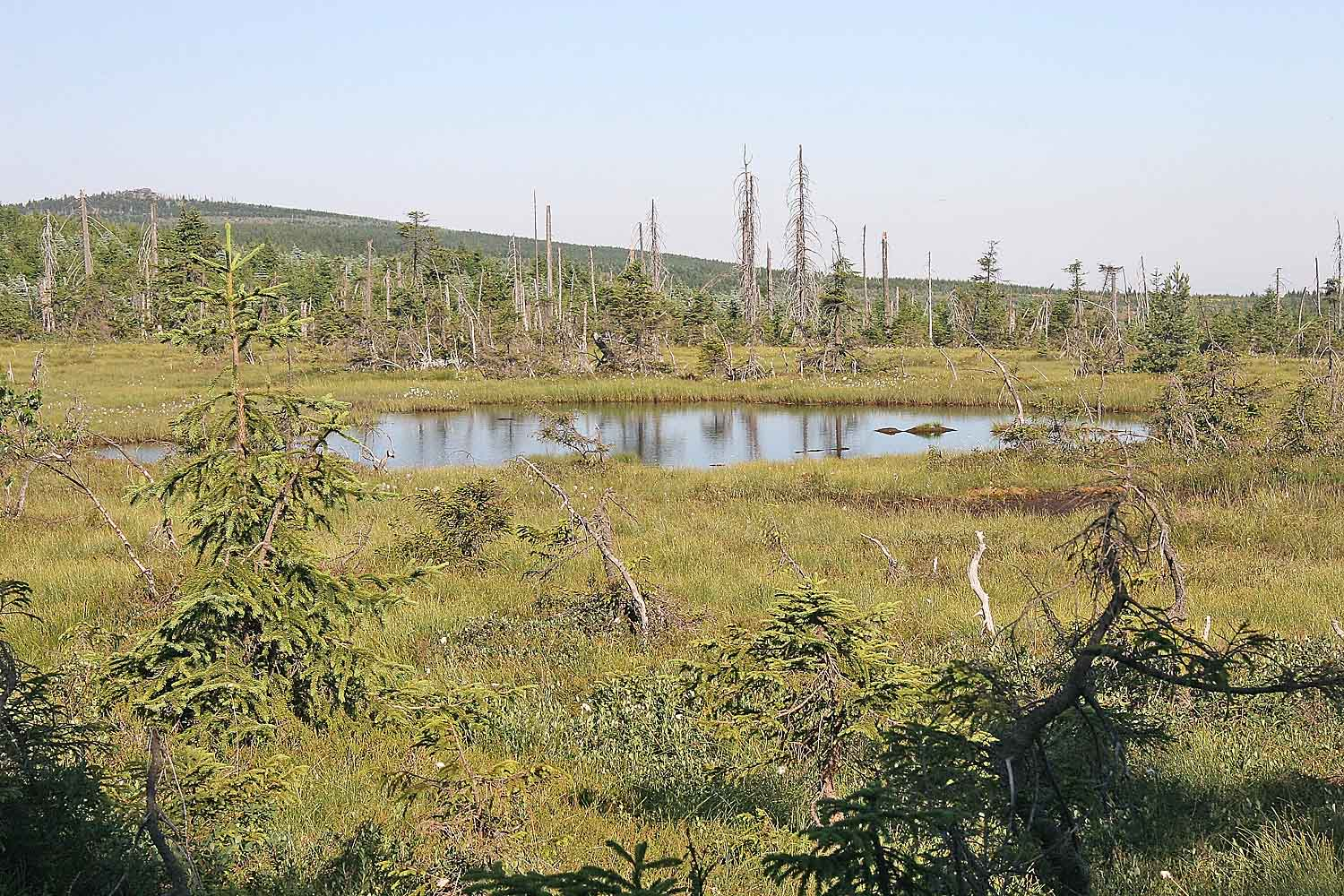
Na Čihadle

### Přírodní památky
- PP Klečoviště na Smrku
- PP Na kneipě (přírodní památka)
- PP Pod Dračí skálou
- PP Pod Smrkem
- PP U posedu
- PP Vlčí louka
- PP Quarré
- PP Tichá říčka
- PP Fojtecký mokřad
- PP Jindřichovský mokřad
- PP Černá Desná
- PP Tesařov (přírodní památka)

Celková plocha PP byla přes 24 ha.

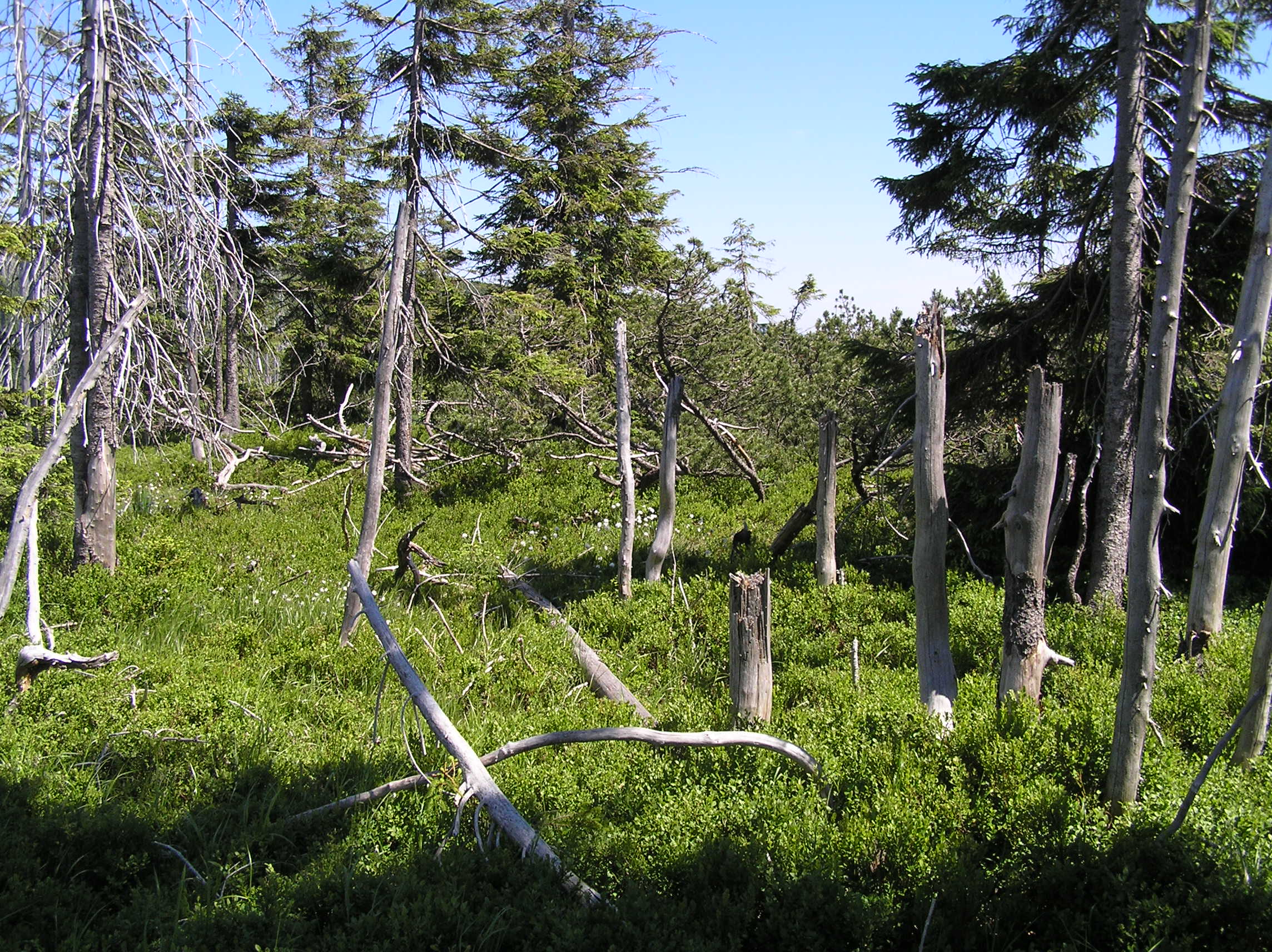
Na kneipě
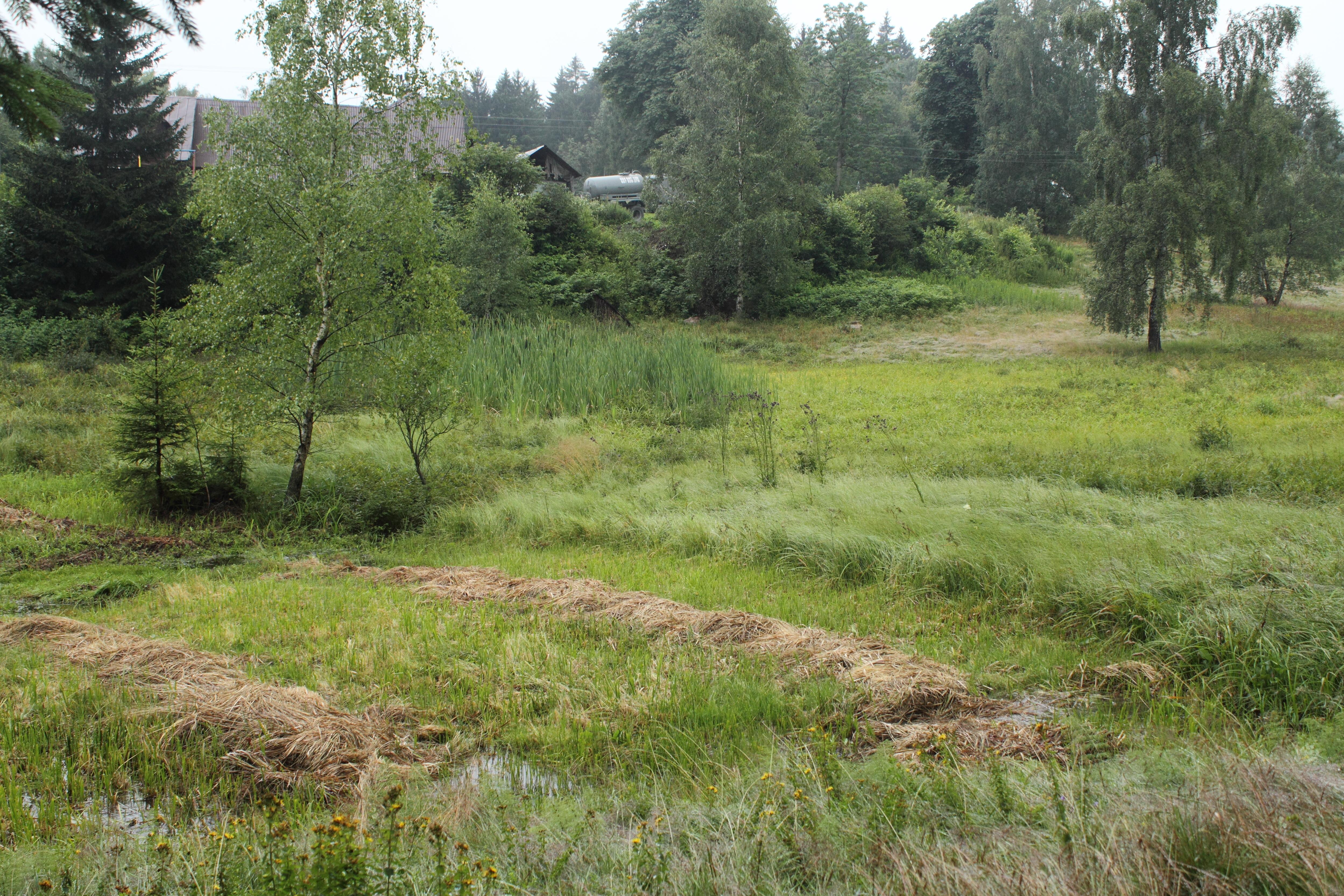
Jindřichovský mokřad
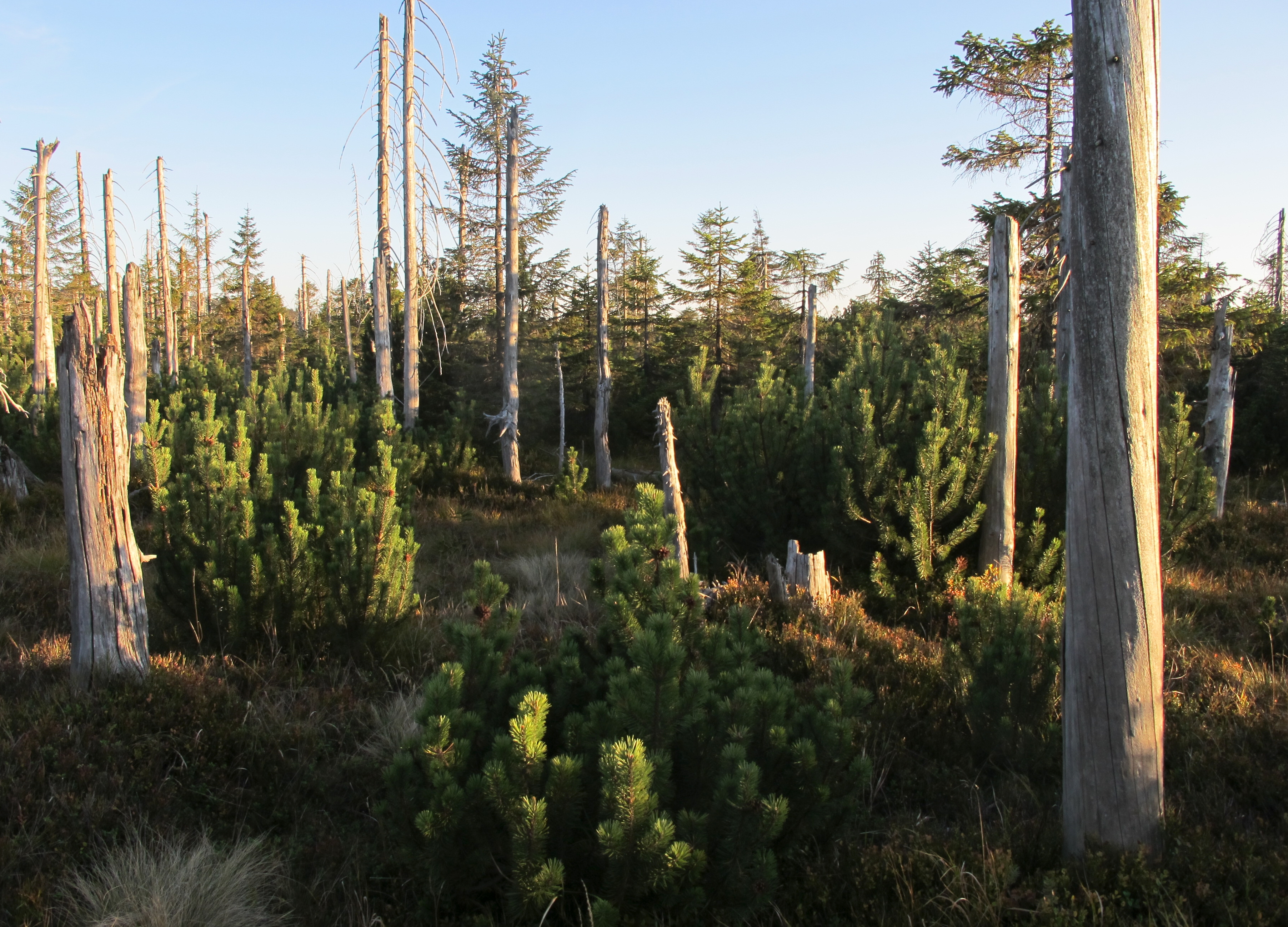
Vlčí louka
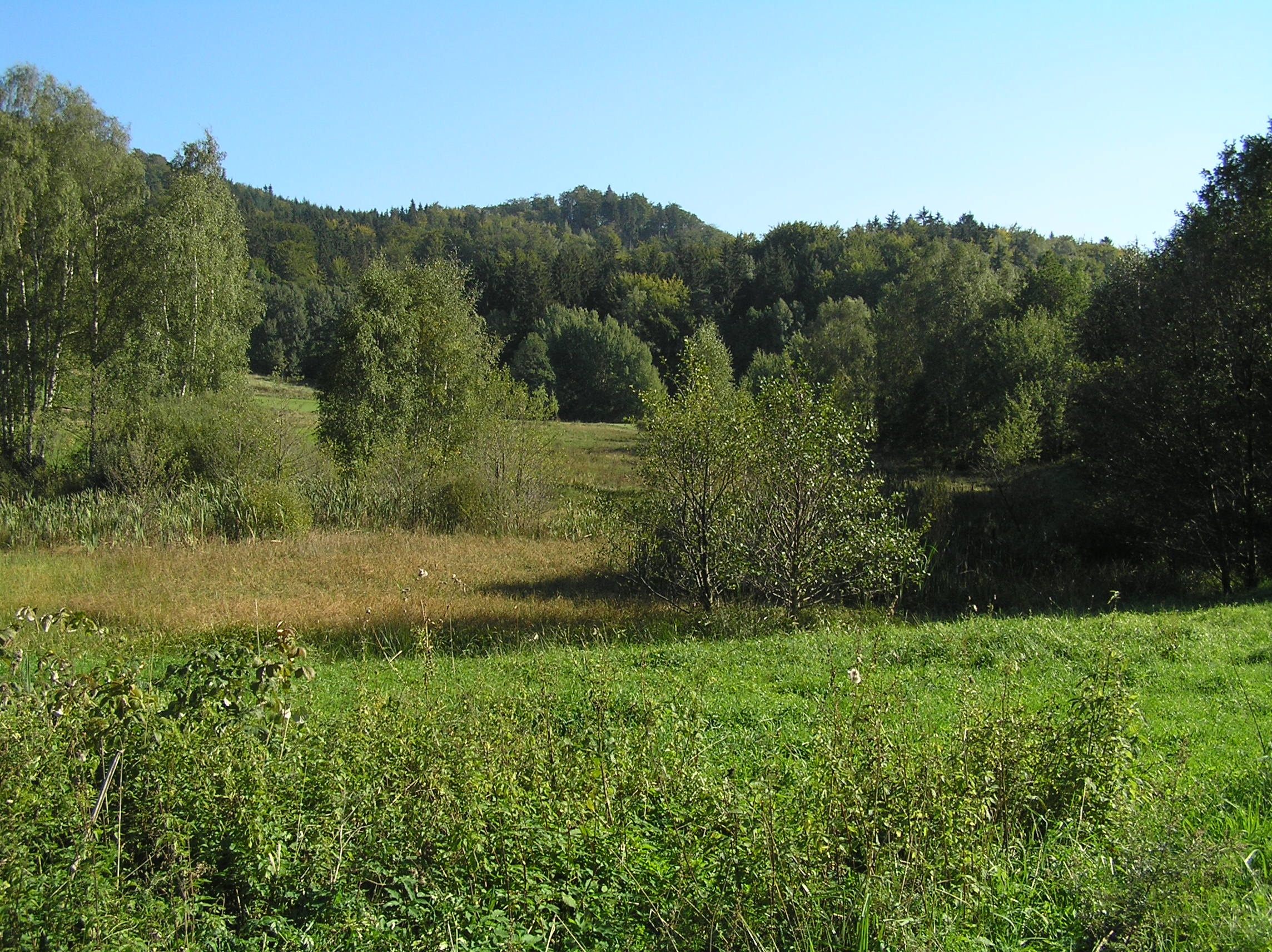
Fojtecký mokřad
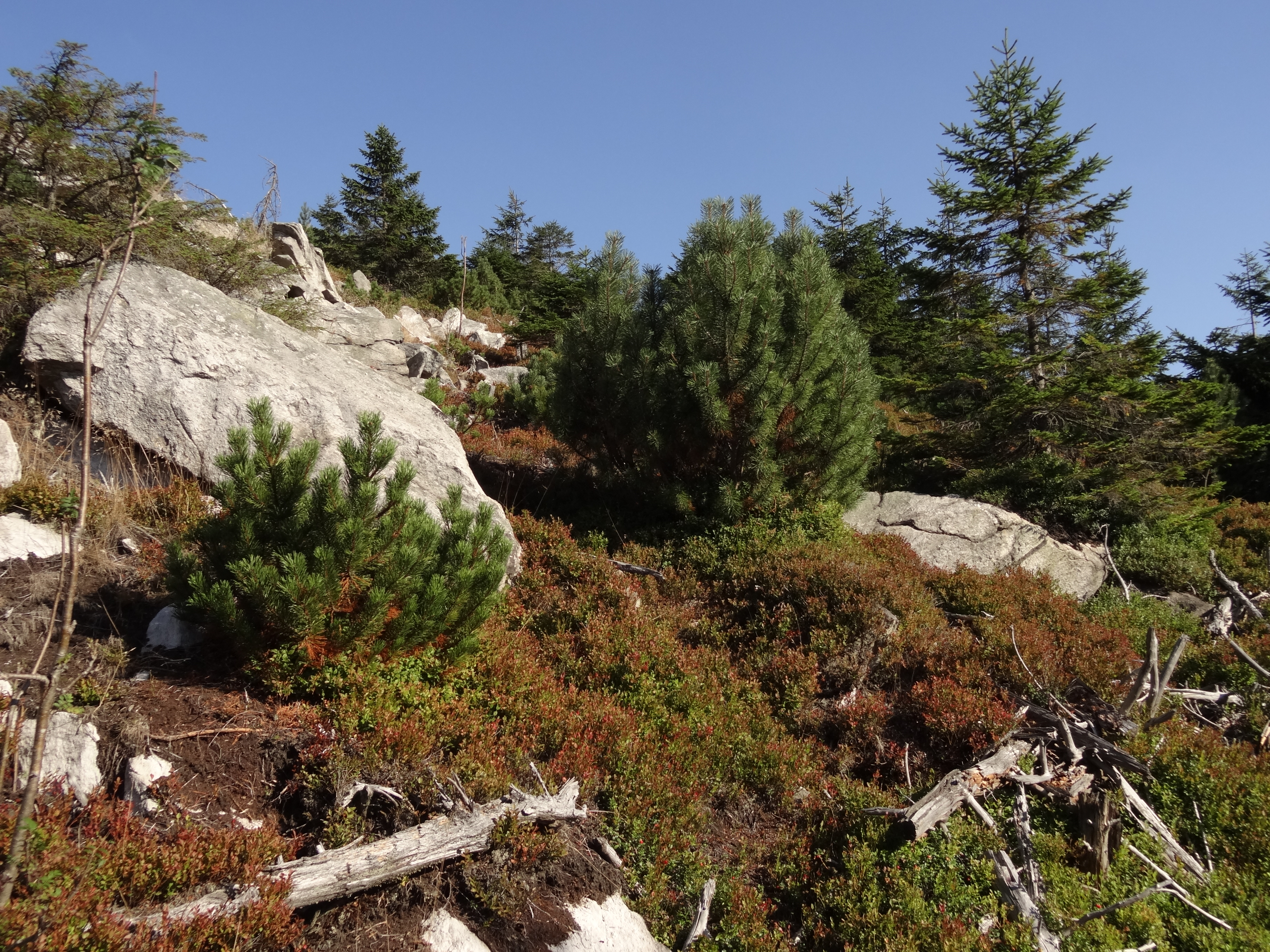
Klečoviště na Smrku
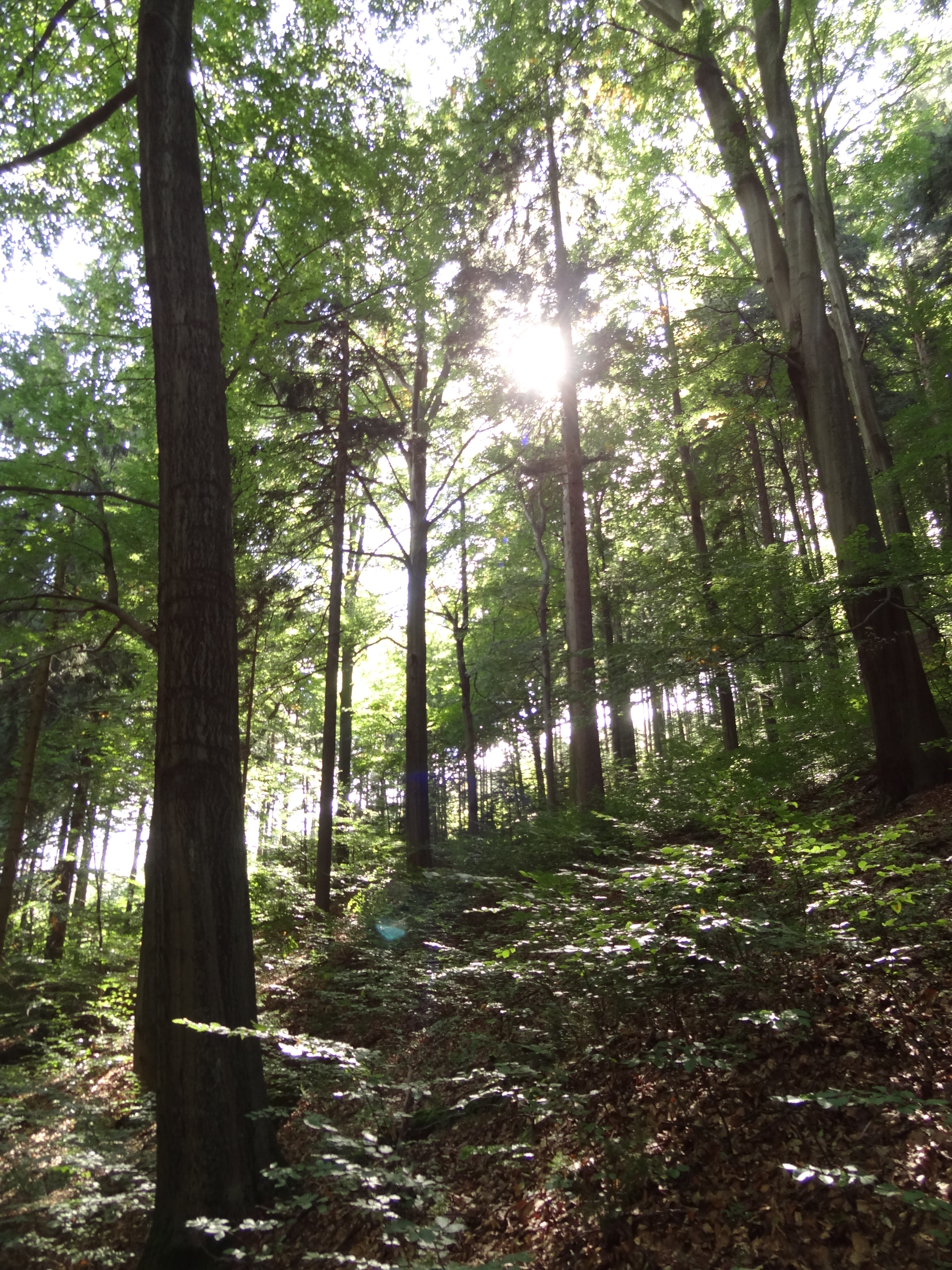
Pod Smrkem

### Přechodná chráněná plocha
- V současnosti nejsou vymezeny žádné přechodně chráněné plochy.

## Přírodní poměry

### Geologie a půdní poměry
Většinu území CHKO Jizerské hory tvoří horniny krkonošsko-jizerského plutonu, který je tvořen granitem několika typů. Chemismus granitů ovlivňuje geomorfologii i složení vegetačního porkyvu, což dává Jizerským horám jedinečný charakter. Na několika místech jsou granity prostoupeny mladšími vulkanity třetihorního stáří (např. Bukovec), okrajové části plutonu jsou metamorfované (mramor na Vápenném vrchu, krystalické břidlice v okolí Smrku). Oblast je vystavena dlouhotrvajícímu zvětrávání, což podmiňuje její charakter. V oblasti je velké množství balvanů a kamenných moří.